# Урош Сремчевич
Урош Сремчевич (серб. Урош Сремчевић, нар. 24 квітня 2006, Крагуєваць, Сербія) — сербський футболіст, нападник столичного клубу «Црвена Звезда».

## Ігрова кар'єра

### Клубна
Урош Сремчевич народився у місті Крагуєваць і займатися футболом почав у місцевому клубі «Раднички 1923», де грав у молодіжній команді.
На професійному рівні Среичевич дебютував у складі «Младост», коли 20 травня 2022 року вийшов з перших хвилин на гру чемпіонату Сербії проти «Спартака» (Суботиця).
У лютому 2024 року футболіст перейшов до столичного клубу «Црвена Звезда», з яким підписав трирічний контракт. І встиг виграти з клубом кубок Сербії та стати чемпіоном країни.

### Збірна
З 2021 року Урош Сремчевич захищав кольори юнацьких збірних Сербії.

## Титули
Црвена Звезда
 Чемпіон Сербії: 2023/24
 Переможець Кубка Сербії: 2023/24